# David Scott-Barrett
Sir David William Scott-Barrett KBE MC (* 16. Dezember 1922 in Köln; † 1. Januar 2004 in Inverness, Schottland) war ein britischer Offizier und Generalleutnant des Heeres. Er
war von 1973 bis 1975 Kommandant des Britischen Sektors von Berlin und somit einer der alliierten Stadtkommandanten.
Zwischen 1976 und 1979 war er Kommandierender General in Schottland und Gouverneur von Edinburgh Castle.

## Beginn der Militärkarriere
David Scott-Barrett absolvierte, während sein Vater als Generalanwalt in Deutschland, China, Ägypten und Palästina eingesetzt war, die Westminster School, eine der bedeutendsten Internatsschulen von London und genoss eine strenge und klassische Grundausbildung. Er betätigte sich auch sportlich und trat 1941 mit Teamkollegen als Ruderer gegen eine Auswahl des Royal Berkshire Regimens an.
1942 trat er den Britischen Streitkräften bei und besuchte zunächst die Militärakademie Sandhurst, die er jedoch vorzeitig wieder verließ. Im Anschluss verpflichtete er sich bei den Scots Guards, einem Regiment der Garde.
Nach dem Ausbruch des Zweiten Weltkriegs diente Scott-Barrett als Truppführer, später als stellvertretender Kompaniechef in der 3. Panzerdivision. Als Panzerkommandant geriet er im Februar 1945 bei Kraneburg unter Beschuss. Als dessen Panzer schließlich durch eine Mine gesprengt und fahruntüchtig wurde, sprang Scott-Barrett aus dem Kettenfahrzeug, rannte durch das Minenfeld, übernahm den Panzer eines Unteroffiziers und setzte den Vormarsch fort.
Scott-Barrett war Teilnehmer der schweren Kämpfe in der Normandie und erlebte schließlich auch die legendäre Rheinüberquerung. Nachdem er mit seiner Einheit in Lüneburg die Stellung gegen deutsche Gegenangriffe gehalten hatte, wurde er im April 1945 mit dem Military Cross ausgezeichnet.
Im Anschluss war er mit seinem Bataillon in Frankreich und in den Niederlanden eingesetzt. Bei einem seiner Kriegskameraden handelte es sich um Robert Runcie, den späteren Erzbischof von Canterbury, der gemeinsam mit Scott-Barrett das Military Cross erhielt.
Nach dem Zweiten Weltkrieg wurde Scott-Barrett Generalstabsoffizier im Hauptquartier der Division und 1948 Regimentsadjutant sowie Stallmeister des Herzogs von Gloucester.
1951 wurde er Kompaniechef im 2. Bataillon und war in dieser Funktion an militärischen Operationen gegen aufständische kommunistische Chinesen in Malaya beteiligt. Im Anschluss wechselte er als Kompaniechef in das 1. Bataillon und wurde schließlich in den Nahen Osten versetzt, ehe er 1961 als Ausbilder an das Staff College Camberley wechselte.
1965 wurde Scott-Barrett als Lieutenant Colonel Stabschef in der 4. Division bei der Rheinarmee, 1967 Kommandeur der 6. Infanteriebrigade und schließlich, inzwischen zum Generalmajor befördert, Kommandierender General des Eastern District.

## Stadtkommandant in Berlin
Als Nachfolger von Alan Cathcart, 6. Earl Cathcart wurde er im August 1973 zum 15. Kommandanten des Britischen Sektors von Berlin ernannt. Er war damit einer der alliierten Stadtkommandanten und bildete mit den US-Amerikanern William Cobb, Sam Walker (ab 1974) und Joseph McDonough (ab 1975) sowie den Franzosen Camilie Metzler und Jaques Mangin (ab 1975) die höchste Instanz der West-Alliierten Berlins. Er gehörte somit der Alliierten Kommandantur an, die dem Alliierten Kontrollrat unterstellt war.
Als Stadtkommandant übernahm er einen der wichtigsten und herausragendsten Posten, den das britische Militär außerhalb Großbritanniens zu vergeben hatte. Als solcher war er zum einen militärischer, aber vor allem „politischer Führer“ seines Landes und übte eine Art Vertretereigenschaft für Königin Elisabeth II. aus, da Berlin formal nicht zum Geltungsbereich der Bundesrepublik Deutschland gehörte und Großbritanniens in Bonn residierender Botschafter unzuständig war.
Wie seine Vorgänger, konzentrierte sich Scott-Barrett als Stadtkommandant überwiegend auf die politische und diplomatische Vertretung seines Landes und seine Aufgaben als Mitglied der Alliierten Kommandantur, während der jeweilige Brigadekommandeur die rein militärische Führung der Britischen Streitkräfte in der Vier-Sektoren-Stadt übernahm.
Mit dem Wechsel nach Berlin bezog Scott-Barrett mit seiner Familie die im Berliner Ortsteil Gatow befindliche Villa Lemm, die noch zu Beginn seiner Amtszeit durch die Berliner Polizei beschützt wurde. Nach mehreren Vorfällen, die die Objektsicherheit der Villa Lemm betraf, übernahm noch während der Amtszeit von Scott-Barrett die German Service Unit (Berlin), eine deutsche Kompanie und Wachpolizeieinheit der Britischen Streitkräfte, den Schutz des Objekts.
Die Residenz des Stadtkommandanten stand zur selben Zeit zur Disposition. Vertreter des britischen Verteidigungsministeriums ließen die Wirtschaftlichkeit und Verhältnismäßigkeit des Objekts als Sitz eines Generalmajors prüfen. Nachdem Scott-Barrett gewarnt wurde, dass Ministerialbeamte die Villa Lemm mit dem Hubschrauber überfliegen wollten, sprach er sich mit seinem französischen Kollegen, der sehr bescheiden untergebracht war, ab. Beide Stadtkommandanten ließen die jeweilige Nationalflagge aufziehen, um ein sichtbares Zeichen zu setzen. Daraufhin wurden die Prüfungen eingestellt.
In der Villa Lemm residierten auch die Mitglieder des britischen Königshauses während ihrer Berlin-Aufenthalte. Der Funktion des Gastgebers gegenüber der Königsfamilie kam ein britischer Stadtkommandant mindestens einmal pro Jahr nach, wenn die Abnahme der Königlichen Geburtstagsparade („Queens Birthday Parade“) auf dem Berliner Maifeld am Olympiastadion anstand.
In die Amtszeit von Scott-Barrett fielen auch die weltweiten Auswirkungen der Ölpreiskrise sowie die Unterzeichnung der Schlussakte von Helsinki durch die Vertreter der Konferenz über Sicherheit und Zusammenarbeit in Europa am 1. August 1975. Als scheidender Stadtkommandant erklärte er, dass es durch den Vertrag schwierig für die Sowjetunion würde, Berlin nicht als Teil Europas akzeptieren zu können.
Im November 1975 wurde David Scott-Barrett wieder aus Berlin abgezogen und an der Villa Lemm durch eine Formation der German Service Unit (Berlin) verabschiedet. Ihm folgte noch im selben Monat Generalmajor Roy Redgrave als Stadtkommandant nach.

## Gouverneur von Edinburgh Castle
1976 wurde er von Königin Elisabeth II. als Knight Commander des Order of the British Empire zum Ritter geschlagen und führte fortan den Namenszusatz „Sir“.
Im selben Jahr übernahm Scott-Barrett, unter gleichzeitiger Beförderung zum Generalleutnant, die Stelle des Kommandierenden Generals in Schottland sowie des Gouverneurs von Edinburgh Castle. Als solcher war er, selbst Liebhaber schottischer Musik, Gastgeber des unter der Schirmherrschaft von Prinzessin Anne stehenden Edinburgh Military Tattoo, das seit 1950 jährlich vor dem Schloss von Edinburgh durchgeführt wird.
1979 trat David Scott-Barrett schließlich in den Ruhestand.

## Soziales Engagement

### ACFA-Funktionär
Bereits pensioniert, übernahm er von 1982 bis 1996 das Amt des Vorsitzenden der Army Cadet Force Association und setzte sich für die Rechte junger Soldaten ein. Er war ebenfalls Befürworter freier und unabhängiger Wahlen.

### Unterstützer von Robert Runcie
1982 gehörte Scott-Barrett zu den Unterstützern von Robert Runcie, des Erzbischofs von Canterbury, mit dem er 1945 gemeinsam das Military Cross erhielt. Er war offener Befürworter und Förderer eines Dankgottesdienstes aus Anlass des Falklandkrieges, der in der St.-Pauls-Gemeinde abgehalten wurde und ausdrücklich allen Opfern der beteiligten Parteien gewidmet war.

### Einsatz für Soldaten
1995 setzte sich David Scott-Barrett leidenschaftlich für die beiden inhaftierten britischen Soldaten Jim Fisher und Mark Wright ein, die 1992 während einer Patrouille in Belfast, den 18-jährigen Peter McBride erschossen haben. Die Soldaten waren Angehörige der Scots Guards und wurden bereits wegen Mordes an McBride zu lebenslanger Haft verurteilt.
Es wird Scott-Barrett zugeschrieben, dass der Fall neu aufgerollt und die beiden Verurteilten letztlich freigesprochen wurden.

## Privates

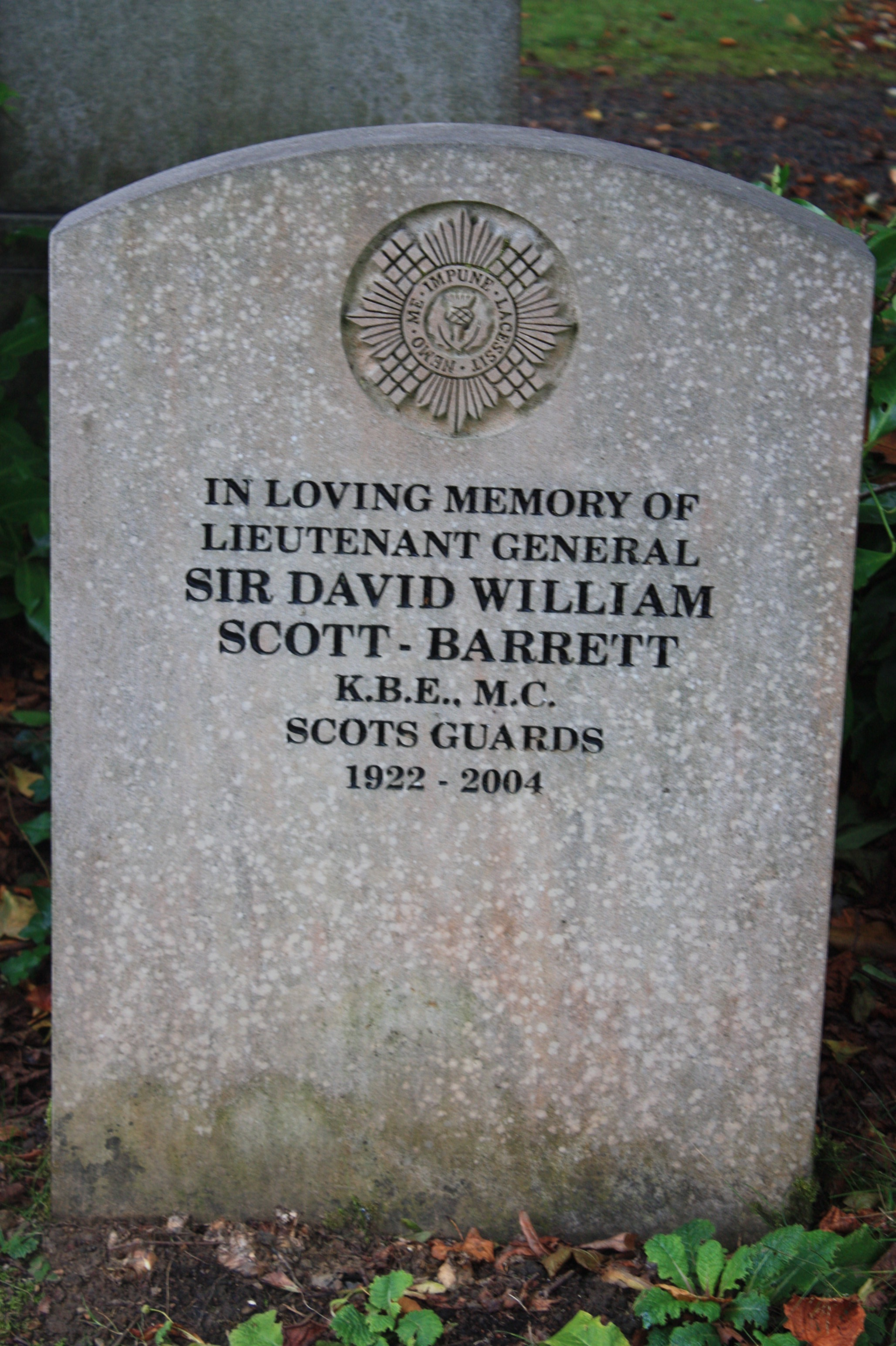
Grabstätte Scott-Barretts

David Scott-Barrett war der Sohn von Brigadier Hugh Scott-Barrett (1887–1958), der im Generalstab der Rheinarmee, später als Generalanwalt und als Richter bei den britischen Militär-Justizbehörden diente, ehe er den Dienst quittierte und sich zum Priester weihen ließ.
Er war in erster Ehe mit Marie Elise Morris verheiratet, die 1985 verstarb. Aus dieser Ehe gingen drei Söhne hervor. 1992 heiratete Scott-Barrett seine zweite Frau Judith Waring.
David Scott-Barrett war stark gläubig und aktives Mitglied der Kirchengemeinde von Greyfriars Kirk. Er starb am 1. Januar 2004 im Alter von 81 Jahren im schottischen Inverness. Seine letzte Ruhestätte fand er auf dem Dean Cemetry in Edinburgh.

## Auszeichnungen
- 1945: Military Cross (MC)
- 1956: Member des Order of the British Empire (MBE)
- 1976: Knight Commander des Order of the British Empire (KBE)